# Repetition (Clifford Jordan)
| Recensione | Giudizio |
| ---------- | -------- |
| AllMusic   |          |

Repetition è un album discografico a nome della Clifford Jordan Quartet, pubblicato dall'etichetta discografica italiana Soul Note Records nel 1984.

## Tracce
Lato A
1. Third Avenue – 6:40 (Clifford Jordan)
2. Fun – 3:30 (Barry Harris, Clifford Jordan, Walter Booker, Vernel Fournier)
3. Repetition – 6:36 (Neal Hefti)
4. Evidence – 4:14 (Thelonious Monk)

Lato B
1. Nostalgia/Casbah – 6:24 (Fats Navarro/Tadd Dameron)
2. House Call – 5:40 (Clifford Jordan)
3. Quit 'n Time – 7:12 (Clifford Jordan)

## Musicisti
- Clifford Jordan - sassofono tenore
- Barry Harris - pianoforte
- Walter Booker - contrabbasso
- Vernel Fournier - batteria

Note aggiuntive
- Clifford Jordan e Barry Harris - arrangiamenti (brano: Nostalgia/Casbah)
- Giovanni Bonandrini - produttore
- Registrato il 9 febbraio 1984 al Classic Sound Studio di New York
- Dave Baker - ingegnere delle registrazioni, mixaggio
- Mixaggio effettuato il 12 febbraio 1984
- Melba Liston - consulente musicale, mixaggio
- Clifford Jordan - mixaggio
- Martin Bough - fotografia copertina
- Sandy Jordan - consulenza artistica
- Stanley Crouch - note retrocopertina album[2]